# إليزابيث أ. ر. براون
إليزابيث أ. ر. براون (بالإنجليزية: Elizabeth A. R. Brown)‏ هي مؤرخة أمريكية، ولدت في 16 فبراير 1932 في لويفيل في الولايات المتحدة.